# Головна антикліналь Донбасу
Головна антикліналь Донбасу — антиклінальна структура, що ділить Донецьку складчасту споруду на дві частини. 
Протяжність головної антикліналі Донбасу — 270 км, ширина 8-12 км. Складається з порід кам'яновугільної системи. В її осьовій частині є родовища ртуті, на крилах — поклади вугілля.